# Octopath Traveler
Octopath Traveler — японская ролевая игра, разработанная совместно японскими компаниями Square Enix и Acquire и выпущенная компанией Nintendo для консоли Nintendo Switch в 2018 году. В 2019 году игра была выпущена для Microsoft Windows. Octopath Traveler примечательна в первую очередь необычным графическим оформлением, описываемым разработчиками как «HD-2D»: оно совмещает двухмерные спрайтовые изображения персонажей и предметов, выполненные в духе игр эпохи SNES, с трехмерными декорациями и современными графическими эффектами. 
Octopath Traveler предлагает игроку роль одного из восьми персонажей на выбор — эти персонажи начинают путешествие в разных частях одного общего мира и обладают различными характеристиками и способностями, в том числе влияющими на их взаимодействие с неигровыми персонажами. Разработчики игры называли её идейным наследником игры Final Fantasy VI (1994). Игра получила преимущественно высокие оценки прессы — обозреватели высоко оценили необычную графику и пошаговые сражения, но подвергли критике слабый сюжет и недостаток взаимодействия между игровыми персонажами.

## Сюжет
События игры происходят на континенте Орстерра (англ. Orsterra), где Орден Священного Пламени верит, что мир был сотворён тринадцатью божествами, прежде чем двенадцать из них были вынуждены запечатать павшего бога Галдеру (англ. Galdera), который отказался оставить то, что он создал в загробном мире, попасть в который можно через запечатанные Врата Финиса (англ. Gate of Finis).
В игре рассказываются истории восьми персонажей, которые путешествуют по Орстерре:
- Офилия (англ. Ophilia) — служительница Священного Пламени, которая совершает паломничество по городам континента[5].
- Сайрус (англ. Cyrus) — учёный и преподаватель в Королевской Академии, который ищет том чёрной магии под названием «Из глубочайших далей Ада»[6].
- Тресса (англ. Tressa) — торговка, которая пускается в путешествие после того как отражает нападение пиратов на свой родной город и получает дневник странника, который описывал в нём свои приключения[7].
- Олберик (англ. Olberic) — бывший рыцарь Королевства Хорнбург, который ищет цель в жизни после того, как его королевство было разорено из-за атаки наёмника по имени Вернер[8].
- Примроза (англ. Primrose) — танцовщица и бывшая дворянка, которая ищет членов преступной организации Обсидианцы, чтобы отомстить за убийство своего отца[9].
- Алфин (англ. Alfyn) — странствующий аптекарь, который решает отправиться в путешествие после того, как в детстве от смертельной болезни его излечивает незнакомый странник[10].
- Терион (англ. Therion) — вор, который получает задание вернуть реликвии, украденные у семьи аристократов[11].
- Хаанит (англ. H'aanit) — охотница, которая ищет своего пропавшего учителя, отправившегося охотиться на монстра по имени Красный Глаз (англ. Redeye)[12].

После того как все персонажи заканчивают свои сюжетные линии, оказывается что все они связаны, так как антагонисты были наняты бессмертной ведьмой Либлак (англ. Lyblac), которая является дочерью Галдеры. Либлак спланировала кражу «Из глубочайших далей Ада» и реликвий аристократов, а также уничтожение Хорнбурга для того, чтобы распечатать Врата Финиса и задействовала Обсидианцев в качестве личной армии для устранения угроз, подобных отцу Примрозы. Либлак также использовала в качестве жертвы для ритуала Грэхэма Кроссфорда (англ. Graham Crossford), автора дневника Трессы и человека, спасшего Алфина в детстве. Грэхэм был выбран, поскольку его родословная шла от божества и, хотя ему удалось сбежать от Либлак, он превратился монстра Красного Глаза. Из-за этого для завершения ритуала Либлак пришлось искать юношу по имени Кит (англ. Kit), который остался единственным живым сыном Грэхэма. После того, как ведьма находит местоположение Врат в Хорнбурге, она полностью воскрешает Галдеру, сливаясь с ним во время процесса. Восемь героев вступают в бой с Галдерой, запечатывая его и спасая Кита, который видит облегчение, которое испытывает дух его отца.

## Разработка и выпуск
О разработке Octopath Traveler было объявлено 13 января 2017, на тот момент игра носила рабочее название Project Octopath Traveler. 13 сентября 2017 года в магазине Nintendo eShop была выпущена первая демоверсия игры, а 14 июня 2018 года — вторая. Вторая демоверсия включала в себя улучшенные игровые механики, всех восьми игровых персонажей, а также возможность перенести сохранённый прогресс из демоверсии в купленную игру. Демоверсия состояла из первых глав для каждого из персонажей, а ограничениями выступали блокировка некоторых локаций для игрока и временной лимит в 3 часа игры. Полная версия игры была выпущена для консоли Nintendo Switch 13 июля 2018 года. Кроме того, одновременно с обычной версией, игра была выпущена в формате специального издания, которое включало в себя саундтрек, копию внутриигровой валюты, книгу-панораму и карту игрового мира.
Создание проекта было начато продюсерами Масаси Такахаси и Томоя Асано, которые ранее возглавляли разработку таких игр для Nintendo 3DS, как Bravely Default и Bravely Second: End Layer. Компания Acquire была выбрана в качестве партнёра по разработке из-за её работы над серией игр What Did I Do to Deserve This, My Lord?. Во время создания игры, разработчики экспериментировали с различными параметрами графики, такими как глубиной, разрешением, насыщенностью, а также с другими функциями, как например, должна ли вода в игре быть пиксельной или иметь фотореалистичный вид. В результате разработчики создали графический стиль, который они назвали «HD-2D». Для того, чтобы было возможно создавать различные группы персонажей, было создано 8 героев: 4 мужчины и 4 женщины, каждый из которых обладает уникальным классом, дизайном и набором команд. Персонажи были основаны на различных занятиях, распространённых в произведениях жанра фэнтези в антураже средневековья. Для демоверсии, в качестве изначальных протагонистов были выбраны Олберик и Примроза, так как их истории начинаются в похожем месте, а разработчики хотели, чтобы игроки могли рекрутировать остальных персонажей после прохождения начальной главы истории. По заявлению Такахаси, у Square Enix нет планов по выпуску загружаемых дополнений или другого игрового контента, поскольку руководители считают, что игра является законченным произведением.
Игра была выпущена для Microsoft Windows 7 июня 2019 года. Приквел для Android и iOS, названный Octopath Traveler: Conquerors of the Continent, изначально предполагалось выпустить в Японии в 2019, однако проект был отложен до 2020 года. Версия для облачной платформы Stadia была выпущена 28 апреля 2020 года. В 2023 году вышел сиквел игры — Octopath Traveler II.

## Отзывы и продажи
| Сводный рейтинг       | Сводный рейтинг |
| Агрегатор             | Оценка          |
| --------------------- | --------------- |
| GameRankings          | 83,26 %         |
| Metacritic            | 83/100          |
| Иноязычные издания    |                 |
| Издание               | Оценка          |
| Destructoid           | 7,5/10          |
| Famitsu               | 36/40           |
| GameSpot              | 8/10            |
| IGN                   | 9,3/10          |
| Nintendo Life         | [ 33 ]          |
| Nintendo World Report | 9/10            |
| VideoGamer            | 8/10            |
| Русскоязычные издания |                 |
| Издание               | Оценка          |
| Riot Pixels           | 55 %            |
| «Игромания»           | 6,0/10          |
| «Канобу»              | 6/10            |

В течение двух месяцев с момента выпуска, Octopath Traveler заняла первое место в чартах продаж в Японии. За это время было продано 188 238 коробок с игрой. Спрос на Octopath Traveler в регионе был настолько высок, что Square Enix пришлось дважды извиняться перед игроками за невозможность купить игру две недели после выхода. К августу 2018 года, по всему миру было продано более 1 миллиона экземпляров игры. К марту 2019 года, совокупные продажи цифровой и физической версий игры превысили 1,5 миллиона. После выпуска порта для персональных компьютеров, Octopath Traveler стала одним из бестселлеров в сервисе Steam. В марте 2020 года, Square Enix объявила, что общие продажи игры достигли 2 миллионов копий. На февраль 2021 года продажи физической и цифровой версий Octopath Traveler оцениваются в 2,5 миллиона экземпляров по всему миру.